# Marie de Nemours

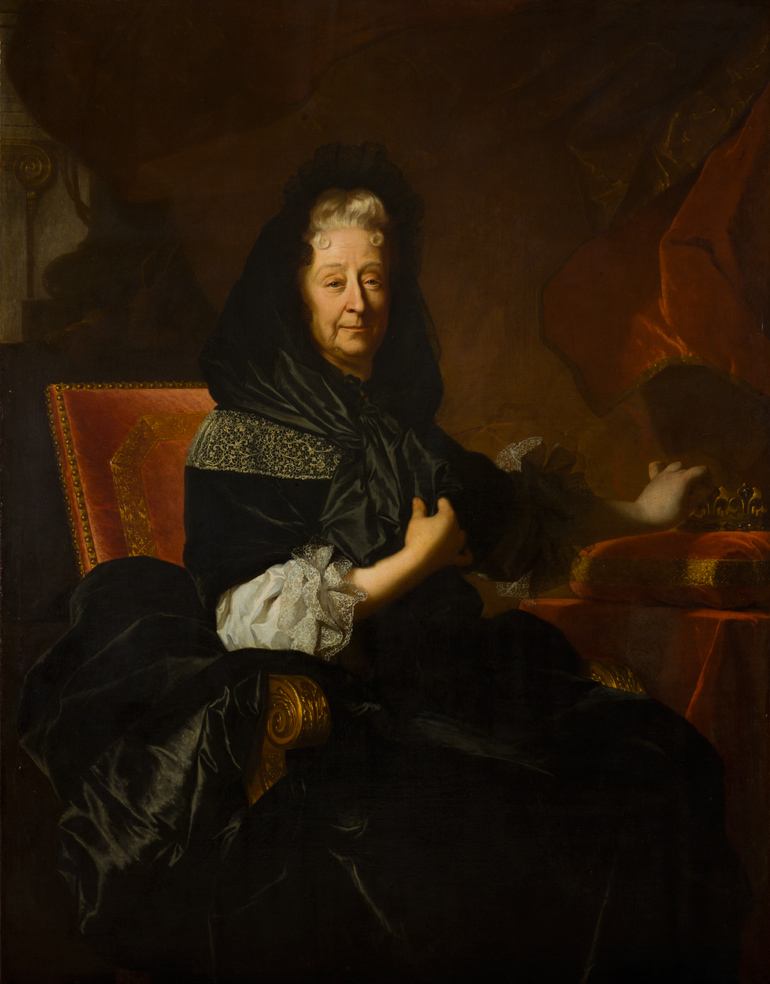
Porträt von Marie de Nemours von Hyacinthe Rigaud, 1704, Musée cantonal des Beaux-Arts de Lausanne

Marie de Nemours (* 5. März 1625 in Paris; † 16. Juni 1707 ebenda), geboren als Marie d’Orléans-Longueville, war souveräne Fürstin von Neuenburg und Valangin.

## Leben
Marie d’Orléans, genannt Demoiselle de Longueville, war die Tochter von Henri II. d’Orléans und Louise de Bourbon, genannt Mademoiselle de Soissons. Sie heiratete am 22. Mai 1657 in Trie ihren Vetter Henri II. de Savoie, Herzog von Nemours, Genevois und Aumale, war aber bereits zwei Jahre später Witwe, er starb am 14. Januar 1659, die Ehe blieb ohne Nachkommen.
Durch ihre Urgroßmutter Marie de Bourbon-Saint-Pol wurde sie Gräfin von Saint-Pol (sie verkaufte die Grafschaft mit Verträgen vom 15. und 17. November 1705 an Élisabeth-Thérèse de Lorraine (1664–1748), genannt „Mademoiselle de Commercy“, über die sie an das Haus Melun und dann an das Haus Rohan-Soubise ging) und Herzogin von Estouteville. Sie war auch Gräfin von Tancarville und Dunois, die sie beide an ihren Vetter Louis-Henri de Bourbon-Soissons, Comte de Noyers, weitergab. Nach ihr gingen die Herrschaft über das Herzogtum Estouteville (d. h. nicht der Titel selbst) an die Familien Goyon (dann an die Grimaldi von Monaco) und Colbert (dann an die Montmorency) als Nachkommen von Léonor d’Orléans. Die Baronie Louhans wurde 1709/11 verkauft.

### Die Regentin
Von 1672 bis 1674 war sie Mitregentin von Neuenburg für ihren Halbbruder Charles Paris, von 1679 bis 1682 Regentin für ihren Halbbruder Jean Louis unter der Autorität eines Rates, ohne den sie nichts entscheiden konnte, setzte aber alle Ratsmitglieder ab, die sich Ansichten widersetzten, darunter den Kanzler Georges de Montmollin
Ludwig XIV., der König von Frankreich, entzog ihr die Vormundschaft über ihren Bruder und gab sie 1682 Louis II. de Bourbon-Condé, dem Bruder von Anne Geneviève de Bourbon-Condé, der Herzogin von Longueville und Mutter von Jean Louis, und dessen Sohn, dem Duc d’Enghien. Der Kanzler Montmollin wurde wieder eingesetzt, dann abermals seiner Verantwortung enthoben. Der Herzog Jean Louis starb am 4. Februar 1694.

### Eine umkämpfte Nachfolge
Die Herzogin von Nemours begab sich nach Neuenburg, um ihre Nachfolge einzufordern. Sie wurde vom Chevalier de Soissons begleitet. Aber auch François Louis de Bourbon, prince de Conti (le Grand Conti), Großneffe des Grand Condé und der Herzogin Anne-Geneviève, hatte seine Ansprüche angemeldet. Die Schweizer Kantone stellten sich auf Maries Seite, und so wurde sie am 12. März 1694 die letzte erbliche Fürstin von Neuenburg. Die Trois-États (Conseil de la nation et tribunal suprême) hatten ihr die Souveränität verliehen und das Land für unveräußerlich erklärt.
Das Land Neuenburg war nun zwischen Maries Anhängern und denen Contis zerrissen. Das Volk blieb Marie treu, die im Triumphzug nach Neuenburg zurückkehrte und in das Schloss einzog. Conti forderte die Einberufung eines unparteiischen Tribunals, um das Urteil von 1694 anzufechten, aber die Bevölkerung und auch die Schweizer Kantone sahen Neuenburg auf dem Weg zu einer französischen Provinz und bereiteten sich darauf vor, die Westgrenze zu verteidigen. Die Delegierten der Kommunen trafen sich am 24. April 1699 in Neuenburg und beschlossen, die Autorität der Trois-États aufrechtzuerhalten. Conti musste nun seine Ansprüche aufgeben. Ludwig XIV. hingegen rief beide, Conti und die Fürstin, nach Frankreich zurück. Marie wurde im Januar 1700 auf ihre Herrschaft Coulommiers verbannt, weil sie sich dem Willen den Königs widersetzte, der sie zwingen wollte, die Beamten abzusetzen, die sich am stärksten gegen Conti gestellt hatten. Nach vierjährigem Exil kehrte sie zurück und ließ sich in Valangin nieder.

### Ende der Linie Longueville
Als Marie d’Orléans-Longueville 1707 starb, starb die letzte Fürstin von Neuenburg französischer Herkunft. Die Familie Orléans-Longueville, die zwei Jahrhunderte lang über Neuenburg geherrscht hatte, existierte nicht mehr. Die Neuenburger Stände wählten König Friedrich I. von Preußen zum neuen Fürsten von Neuenburg und wiederum nicht den Fürsten Conti. Die Angst vor der Politik Ludwigs XIV. und der Wunsch, das Land Neuenburg als unabhängigen, unveräußerlichen und unteilbaren Staat zu erhalten und gleichzeitig seine Freiheiten und seine Verbindungen zu den Schweizer Kantonen zu wahren, stand hinter der Wahl der Trois-États.
Der Kanton Bern wollte einen Pufferstaat zwischen der Schweiz und Frankreich, das sich bereits die Freigrafschaft Burgund einverleibt hatte. Da auch der König von England Ansprüche auf Neuenburg geltend machte und Ludwig XIV. England nicht kränken wollte, zogen die Franzosen ihre Truppen zurück, so dass Conti schließlich mit leeren Händen dastand.
Marie de Nemours wurde in der Karmelitenkloster Paris (Rue Chapon) bestattet.